# Flora da Suécia

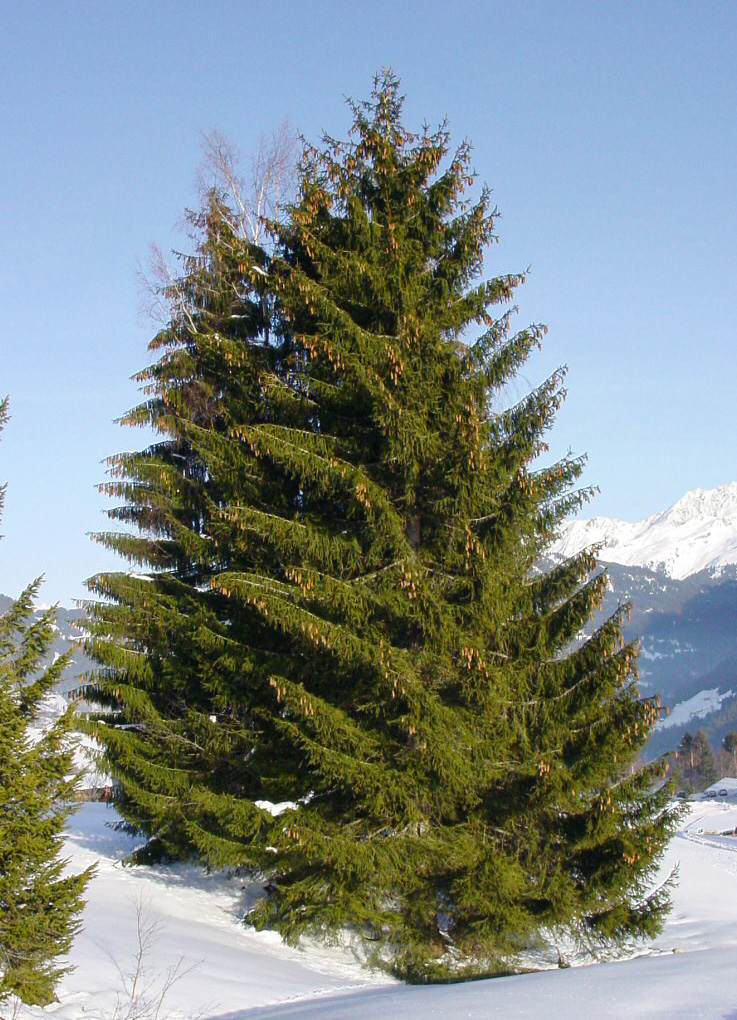
O abeto é a árvore mais abundante na Suécia.

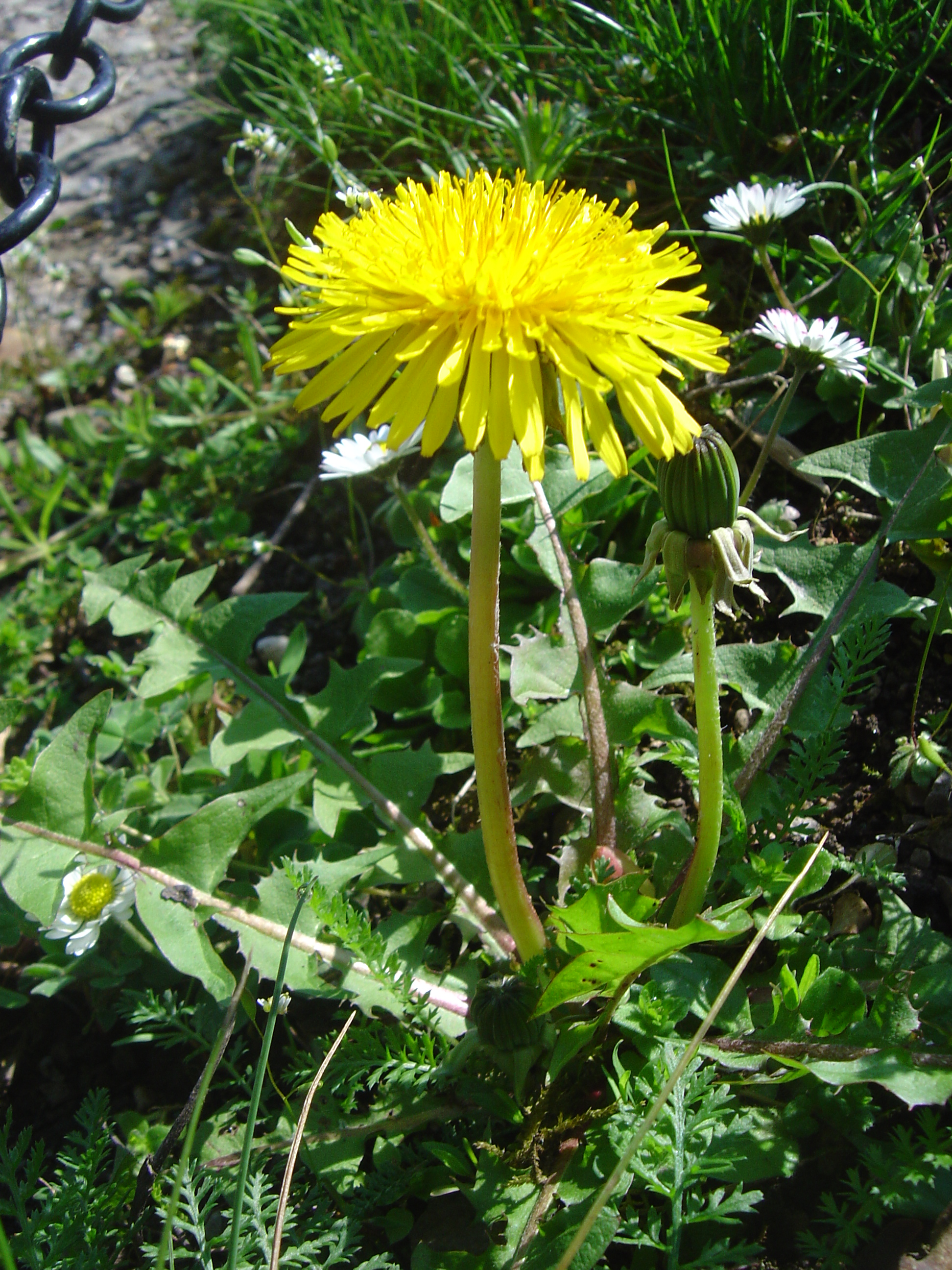
O dente-de-leão é possivelmente a planta mais frequente da Suécia.

A Suécia estava coberta por enormes glaciares até há cerca de 13 000 anos. Com o derretimento da última calota glacial, o país foi sucessivamente ficando coberto por uma camada de vegetação, praticamente toda com origem no exterior. São muito poucas as espécies endémicas existentes.
Hoje em dia existem cerca de 2 500 plantas vasculares, pertencentes a 156 famílias.

## Florestas

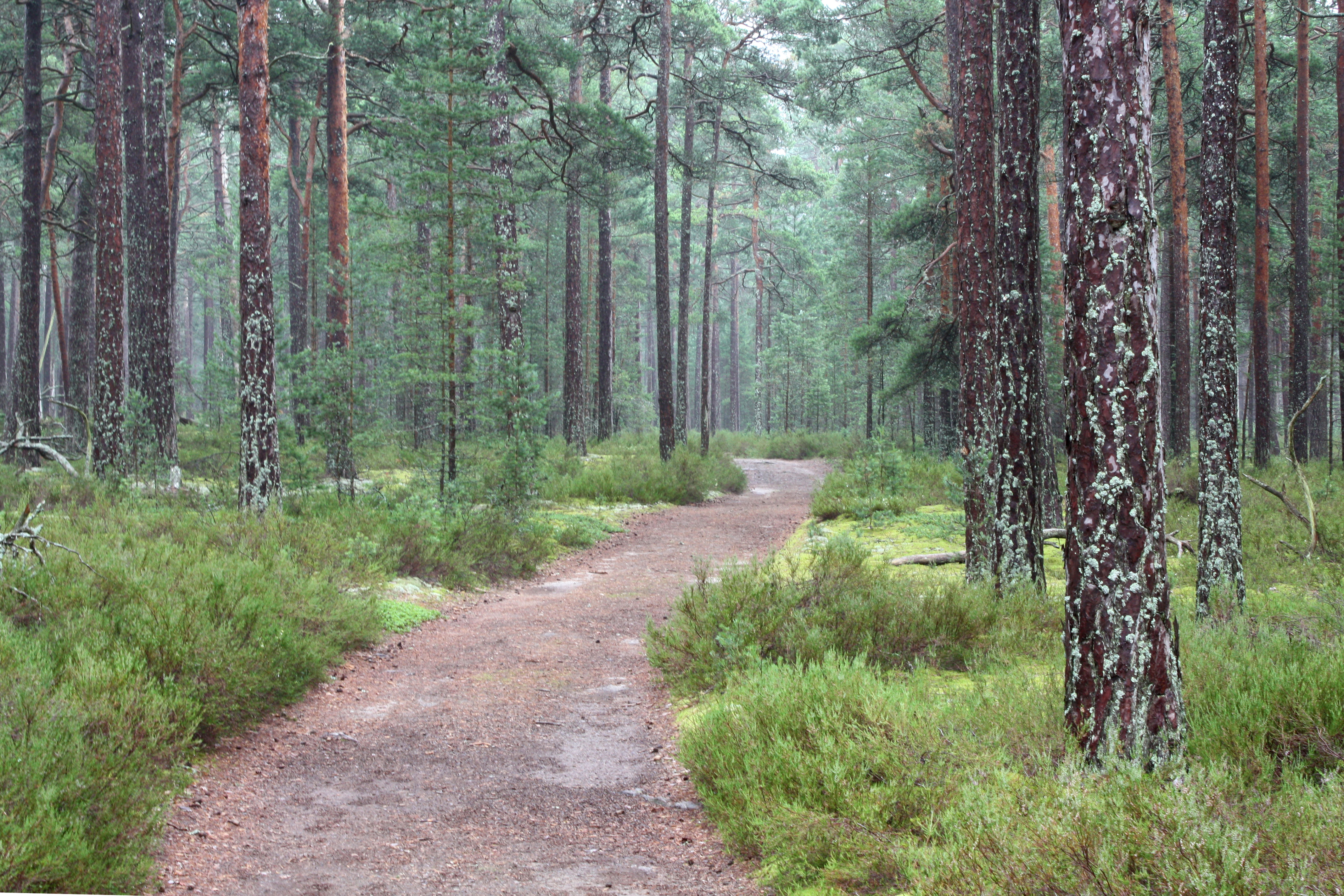
Floresta de pinheiros.

Cerca de metade da área da Suécia está coberta por florestas, das quais uns 4% são florestas primitivas.
As árvores predominantes são o abeto (42%), o pinheiro (39%) e a bétula (12%). Outras árvores típicas são o carvalho, a faia, o olmo, o freixo, o zimbro, o salgueiro, o ácer, o choupo-tremedor, a tramazeira e o amieiro. No solo florestal abundam bagas - como o mirtilo e o arando-de-baga-vermelha, e flores - como a hepática e o lírio-do-vale.

## Alta montanha

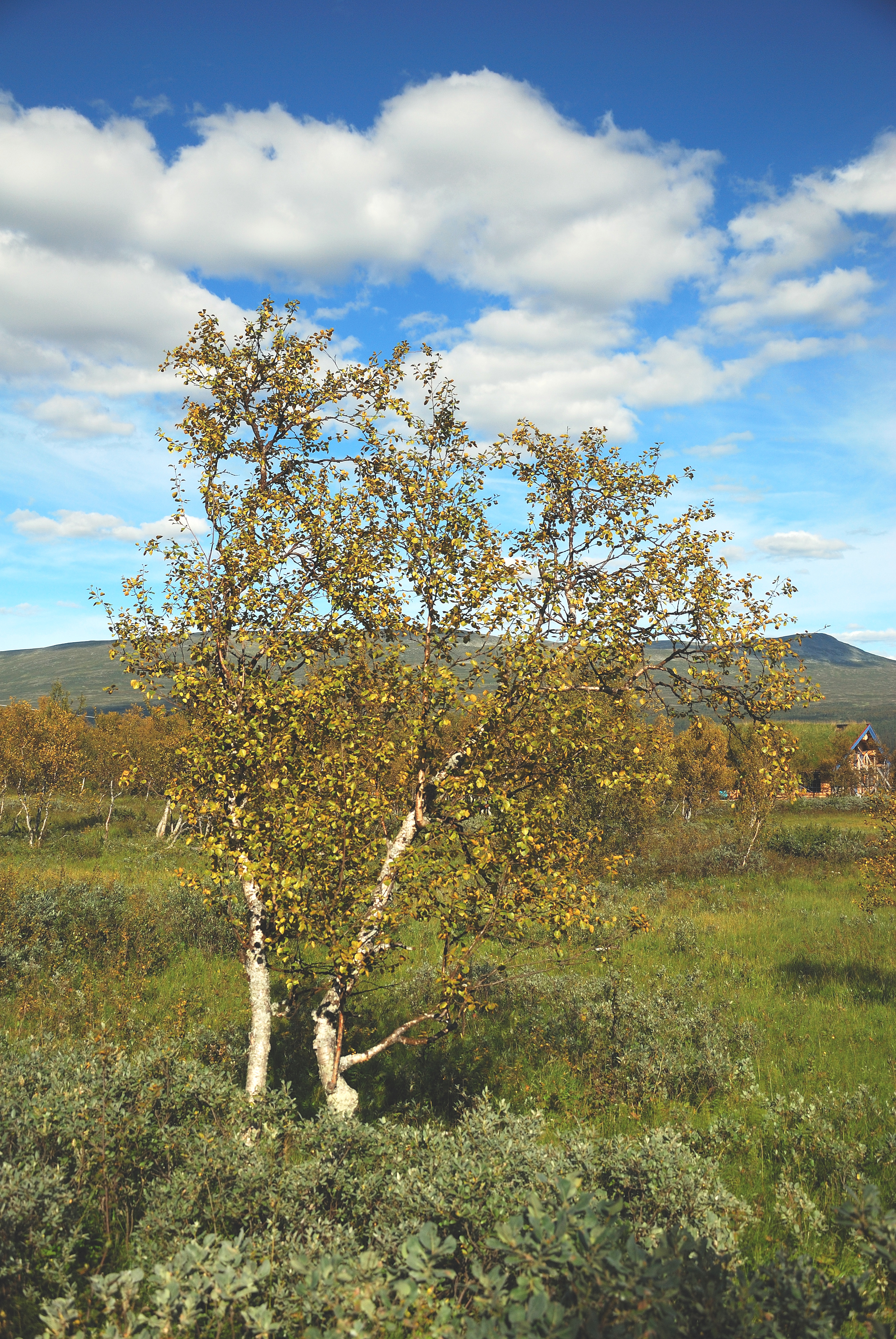
Bétula de montanha.

Na alta montanha (fjäll) existe um limite das árvores (trädgränsen), para lá do qual não existem árvores, mas apenas arbustos e vegetação rasteira. Abaixo dessa linha há pequenas bétulas de montanha. Ainda mais abaixo, aparecem pinheiros, abetos e bétulas, com ramagens secas e nuas, devido ao frio e ao vento.
Na primavera e no verão, abundam flores - como o chá-dos-alpes e o rododendro, e bagas - como a uva-de-urso-alpina, a amora-ártica, o oxicoco, o mirtilo e o arando-de-baga-vermelha.

## Bermas das estradas
As bermas das estradas e caminhos estão cheias de plantas com grande capacidade de sobrevivência, muitas delas apelidadas de "ervas daninhas". Elas têm seguido a presença do homem, e por vezes são as sobreviventes dos antigos prados e pastagens, antes da chegada da agricultura. Outras vezes são imigrantes vindas dos jardins - como os tremoceiros-de-jardim - ou das costas salgadas, atraídas pelo sal das estradas e pela abundância dos gases de escape dos veículos.

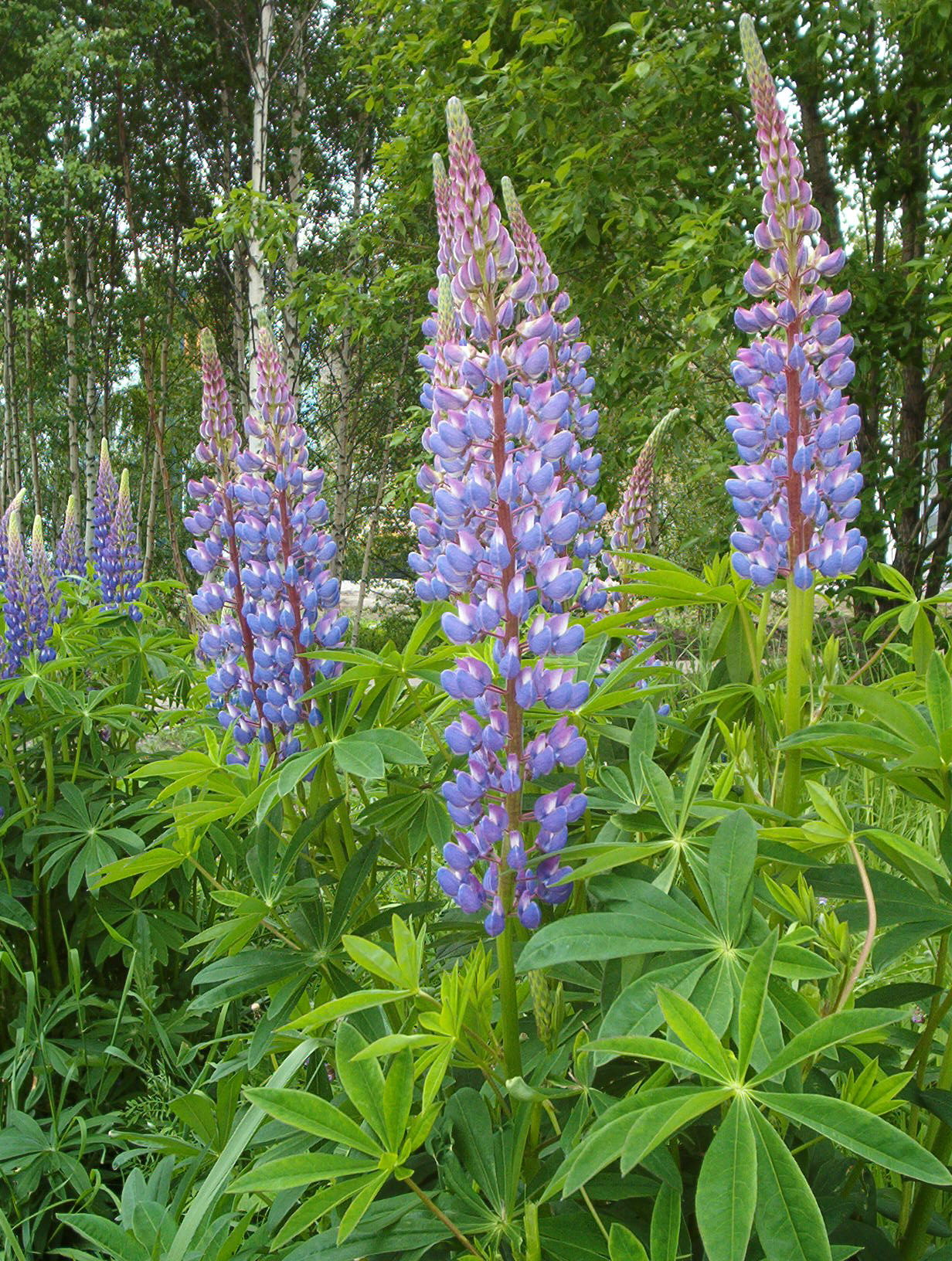
Tremoceiro-de-jardim (blomsterlupin)
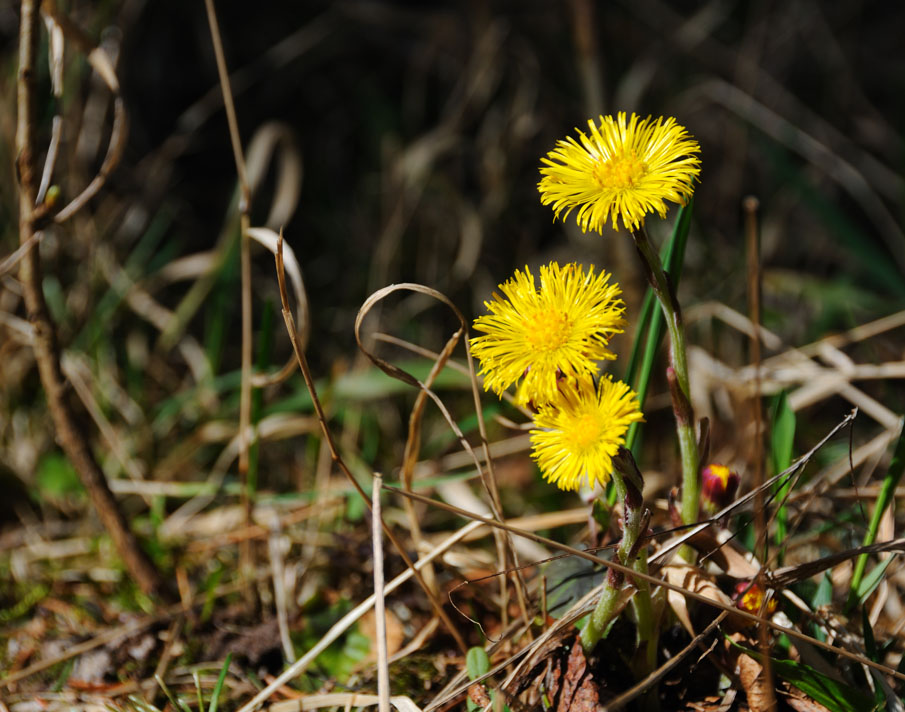
Tussilago farfara (tussilago)
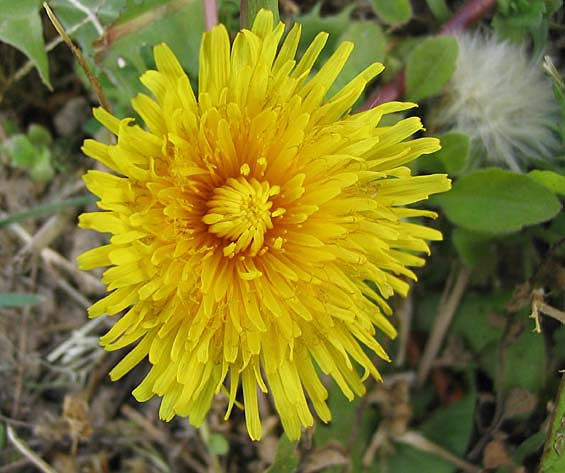
Dente-de-leão (maskros)
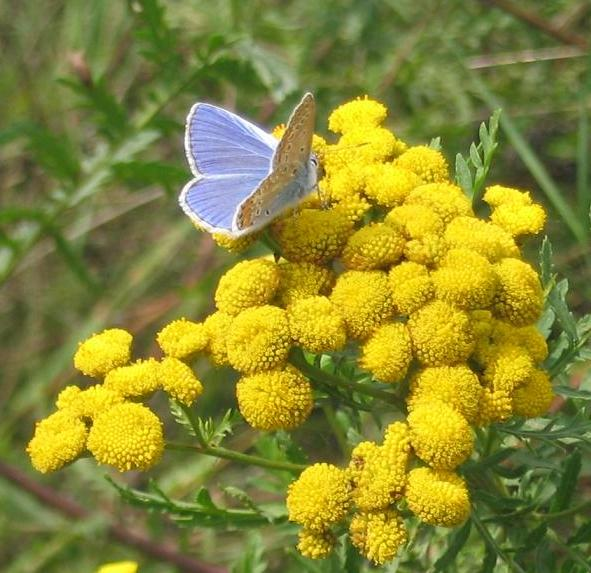
Catinga-de-mulata (renfana)

## Prados e pastagens
Nos prados e pastagens havia antigamente uma grande variedadade de plantas. Com o avanço da agricultura, silvicultura e pecuária, aliadas ao uso de fertilizantes, a maior parte desses terrenos apresenta hoje em dia uma flora com menor variedade. As gramíneas - caniços, "kvickrot", erva-de-cheiro - dominam frequentemente, sendo a paisagem na primavera e no verão salpicada por morangos-silvestres e numerosas flores  - malmequeres, trevos, campânulas, hipericãos, verónicas, cicuta. Árvores folhosas como o carvalho, a bétula e a tramazeira  completam a paisagem.

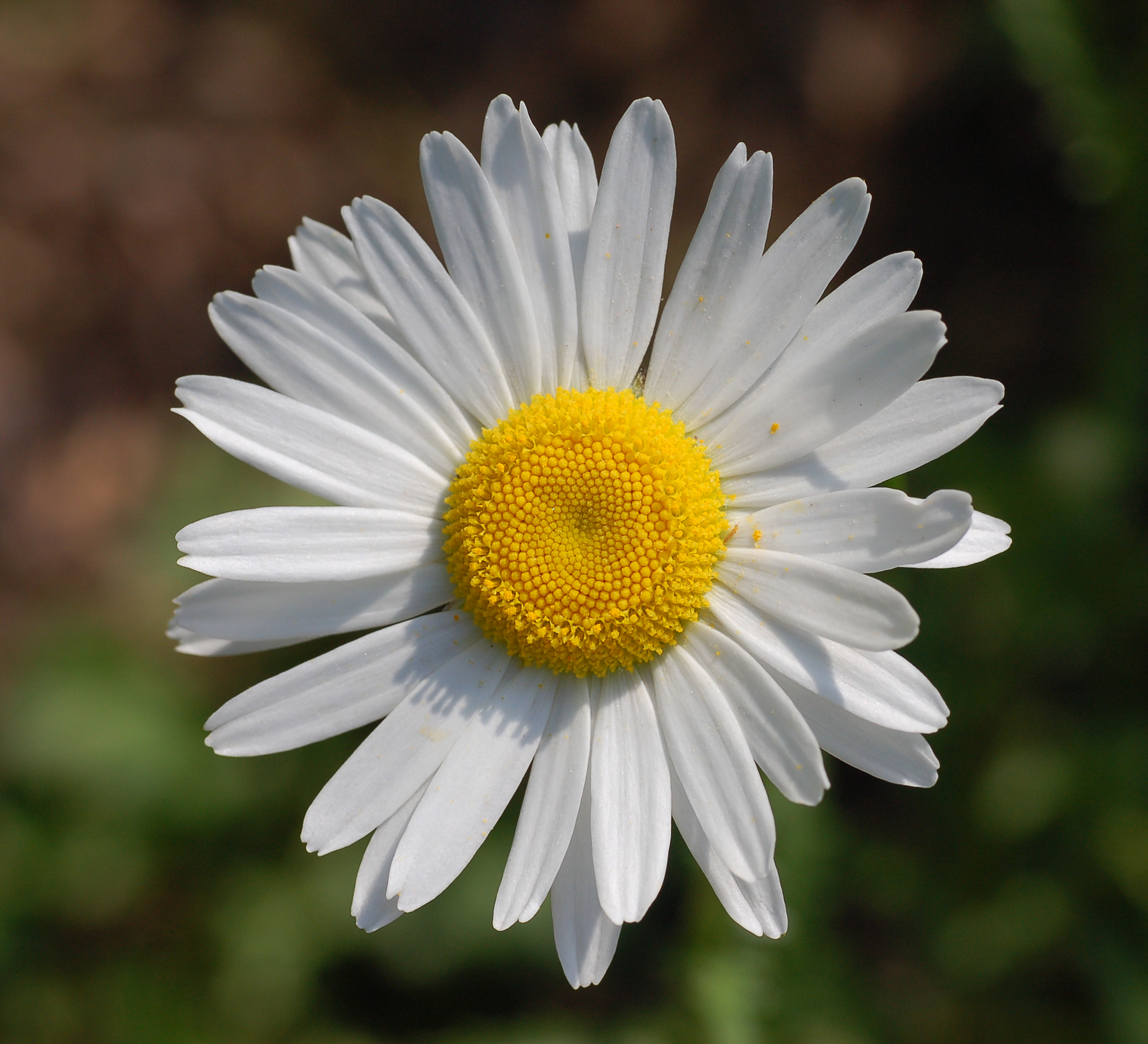
Malmequer-bravo (prästkrage)
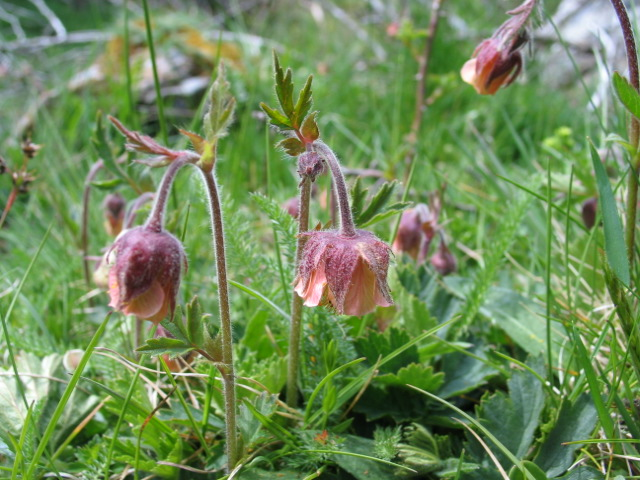
Geum rivale (humleblomster)
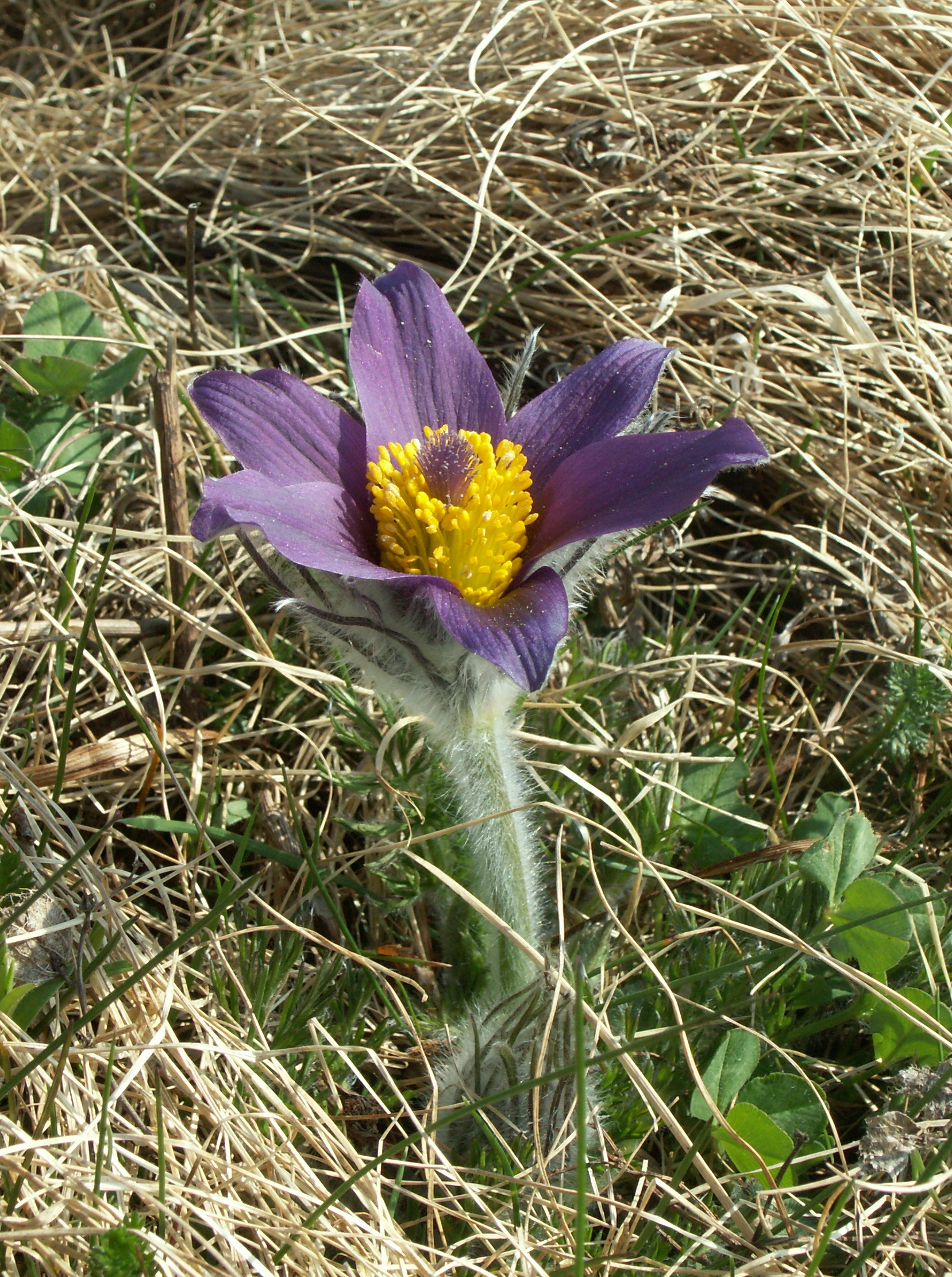
Pulsatilla vulgaris (backsippa)
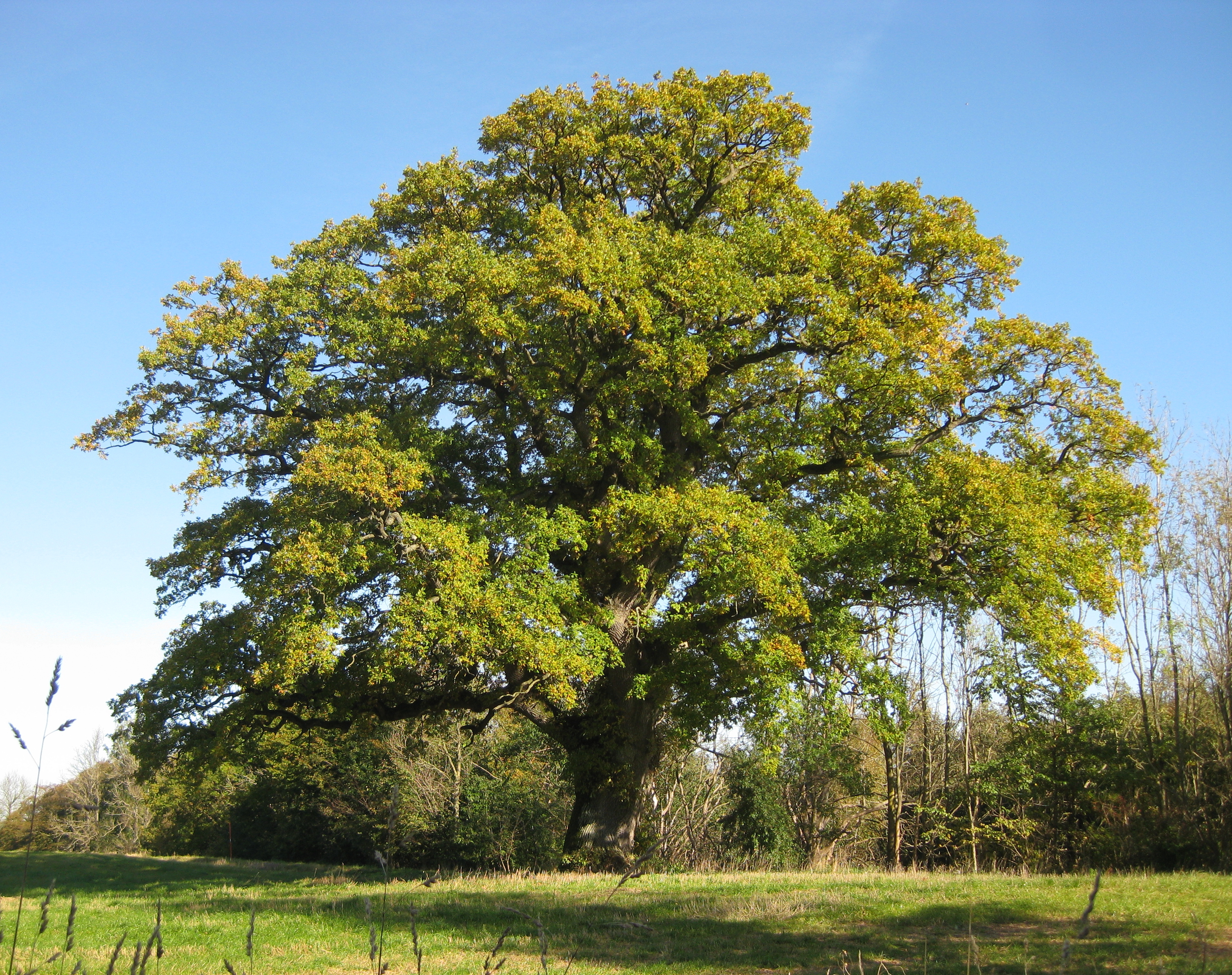
Carvalho-roble (ek)

## Lagos, rios e pântanos

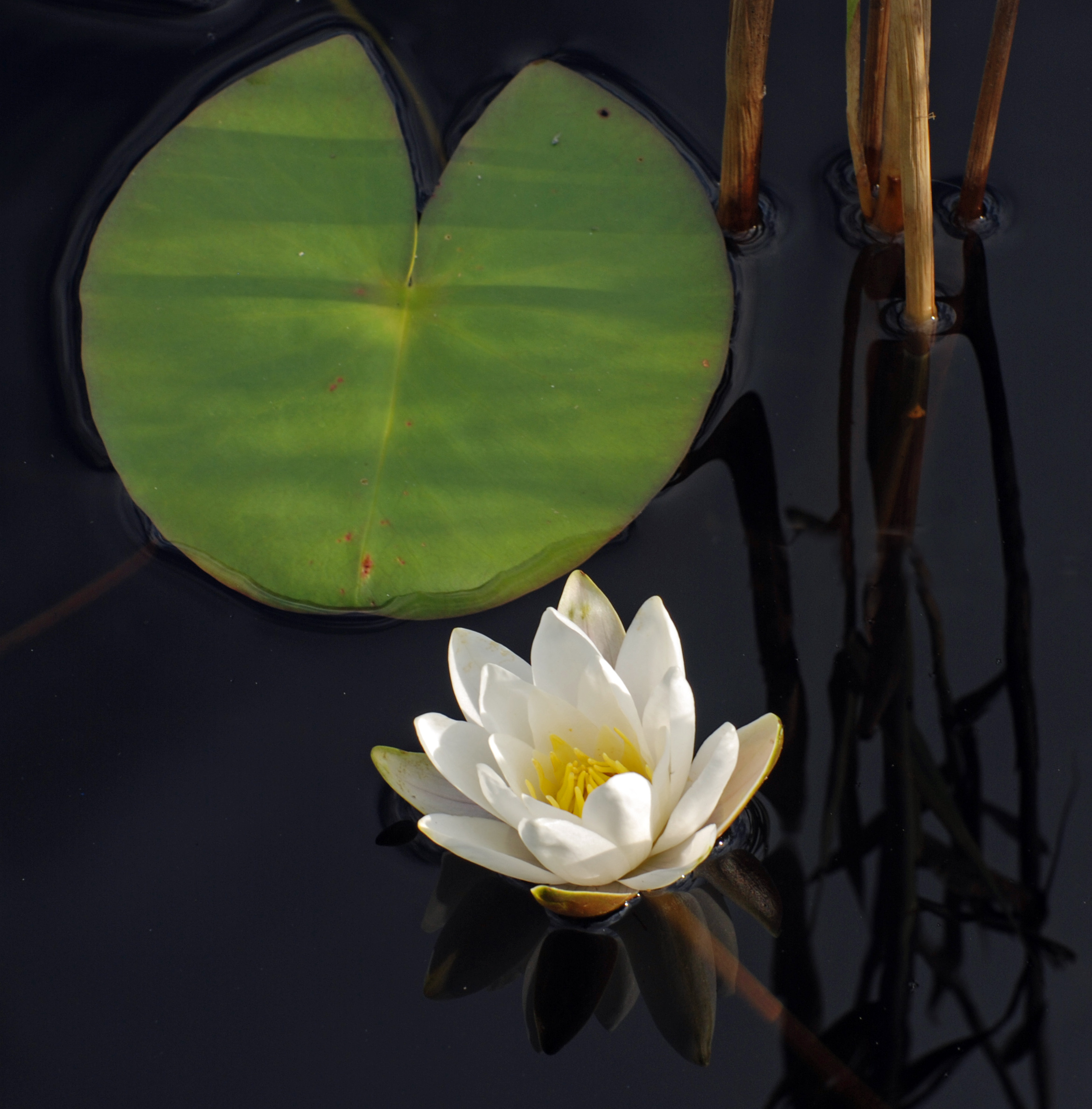
Um nenúfar-branco.

Entre as plantas que vivem na água dos lagos, podemos destacar os caniços, o nenúfar-branco, o nenúfar-amarelo (Nuphar lutea), o bunho, as "Typha".
Nos numerosos pântanos e terrenos alagados, cobrindo uma área considerável do país, abunda a amora-branca-silvestre e o arando.

## Costas rochosas e praias

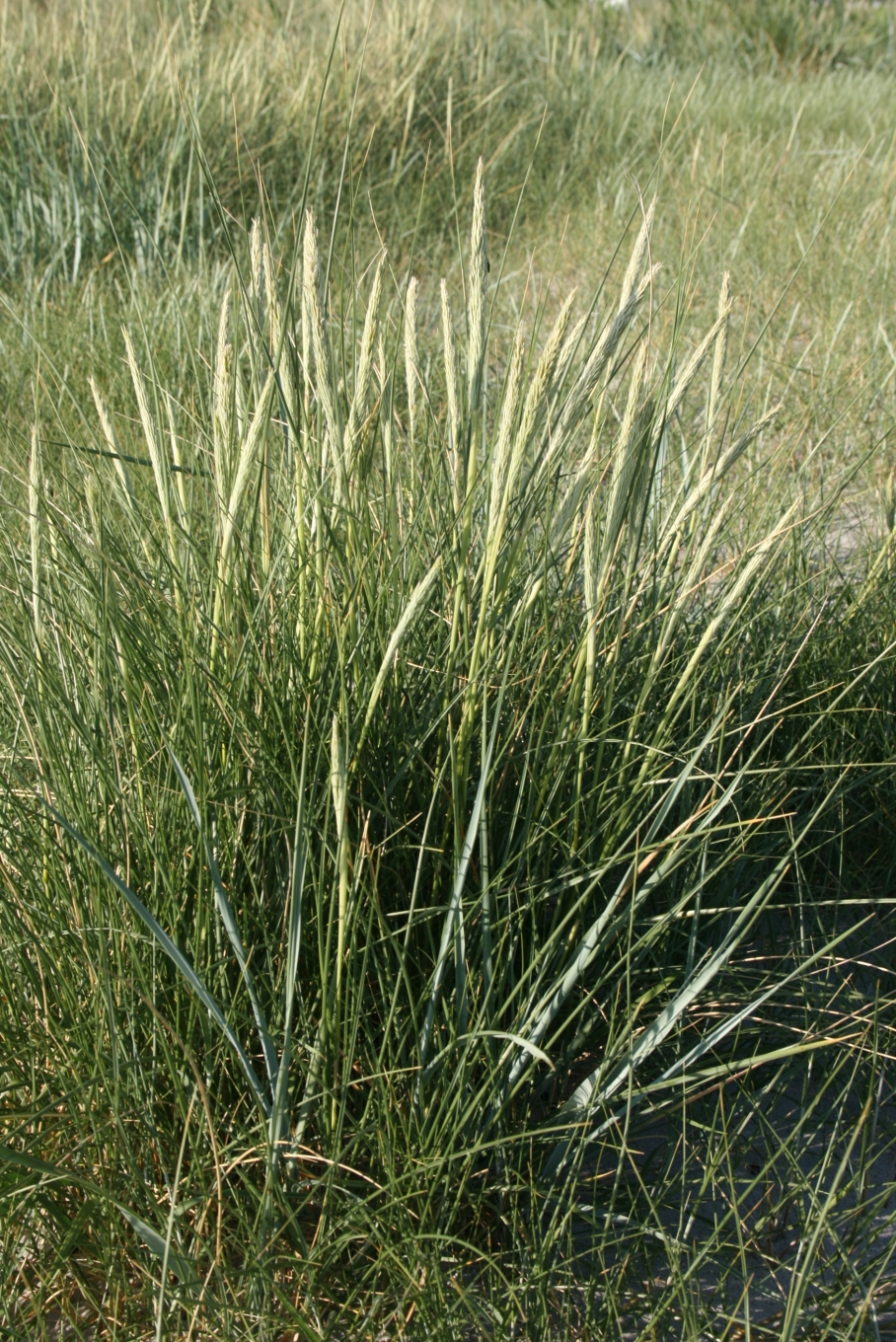
As gramíneas Ammophila arenaria.

À beira-mar, a vegetação está adaptada à água salgada e ao vento forte e rigoroso, tendo muitas plantas folhas e caules suculentos e duros. Nas praias arenosas abundam gramíneas como as Ammophila arenaria. Nas praias rochosas proliferam as crambes.

## As regiões de vegetação da Suécia

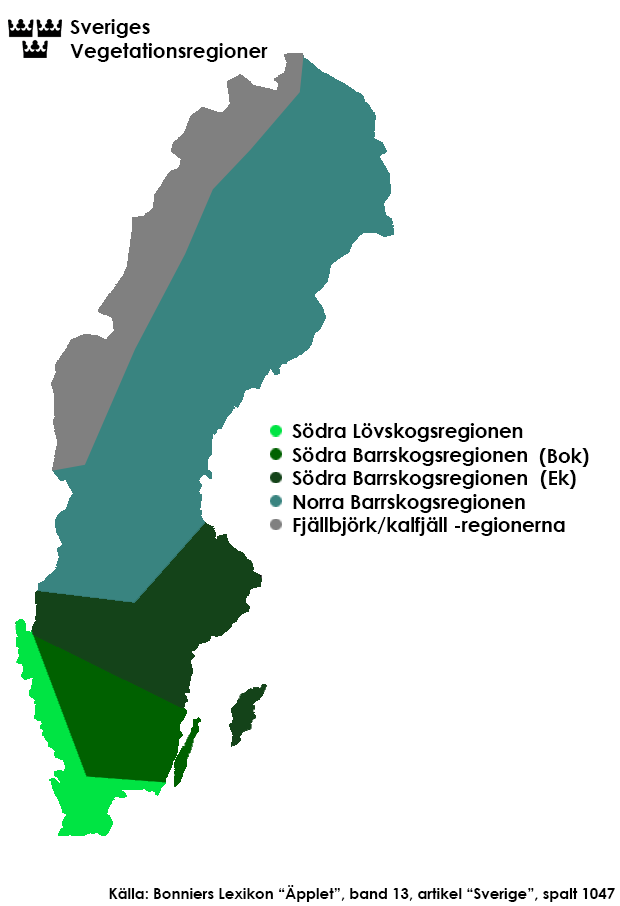
As regiões de vegetação da Suécia.

As regiões biogeográficas da Europa.

Tradicionalmente, a Suécia é dividida em 5 regiões de vegetação (vegetationsregioner):
- Região das florestas de folha caduca do Sul
- Região das florestas de coníferas do Sul
- Região das florestas de coníferas do Norte
- Região das bétulas de montanha
- Região da alta-montanha sem árvores

Segundo uma nova divisão, no âmbito da União Europeia, o país está abrangido por 5 regiões biogeográficas (bio-geographical regions ou biogeografiska regioner):
- Região alpina[21]
- Região boreal[22]
- Região continental[23]
- Região marina atlântica[24]
- Região marina báltica.[25]

## As plantas endémicas da Suécia
De entre as poucas plantas endémicas da Suécia, podemos citar:
- "Gultåtel" (Deschampsia bottnica) - uma gramínea da costa báltica
- "Brudkulla" (Gymnadenia runei) - uma orquídea da alta-montanha
- "Oxel" (Sorbus intermedia) - uma árvore do Sul e Centro da Suécia
- "Gotländsk nunneört" (Corydalis gotlandica) - uma gramínea da ilha da Gotlândia
- "Ölandssolvända" (Helianthemum oelandicum) - uma planta da ilha da Öland

## Plantas campestres comestíveis
Entre as plantas abundantes nos campos, que as pessoas colhem diretamente para ser usadas na alimentação, estão a urtiga, a azeda, a camomila, o dente-de-leão e o sabugueiro.

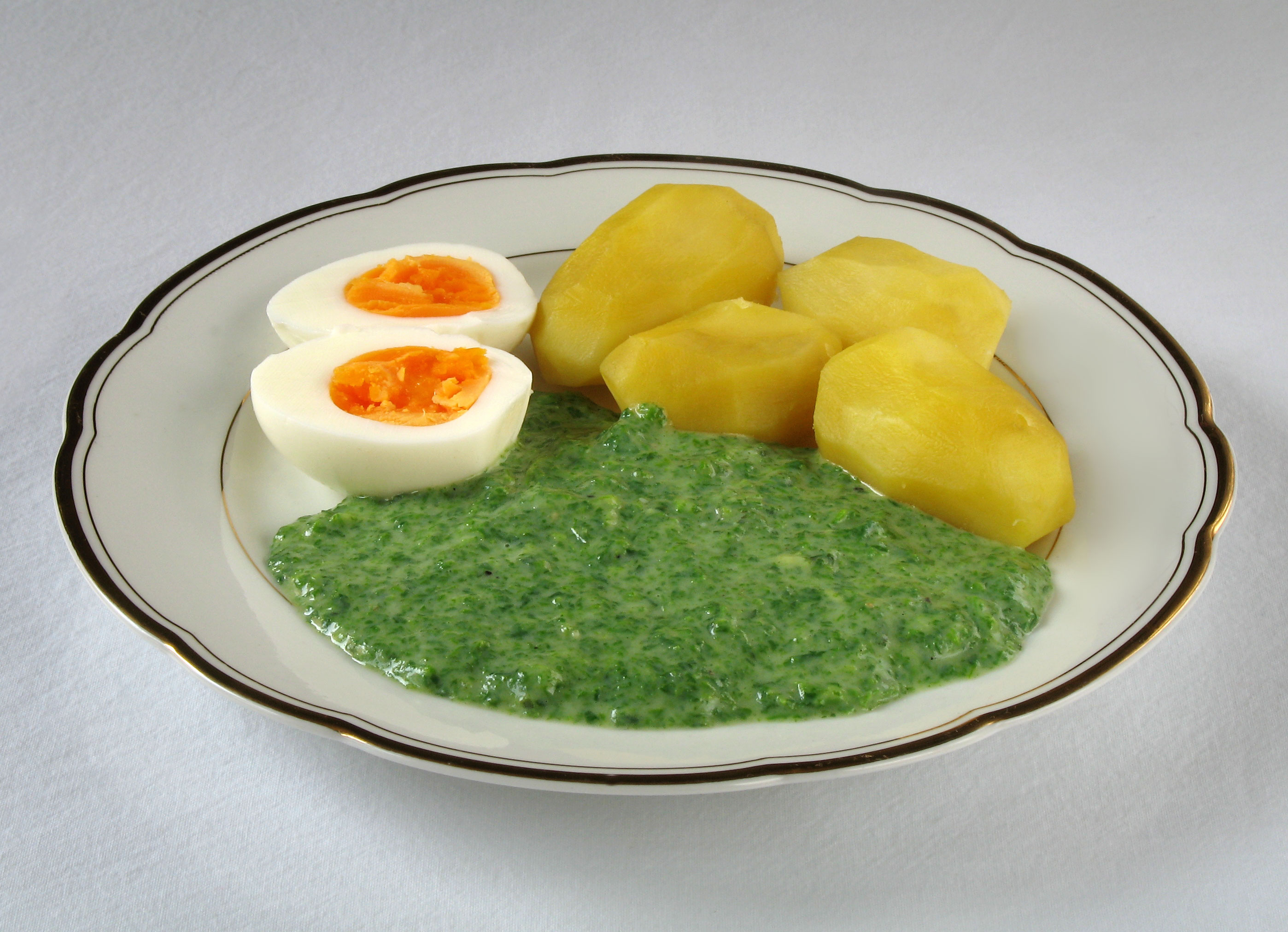
Prato de urtigas
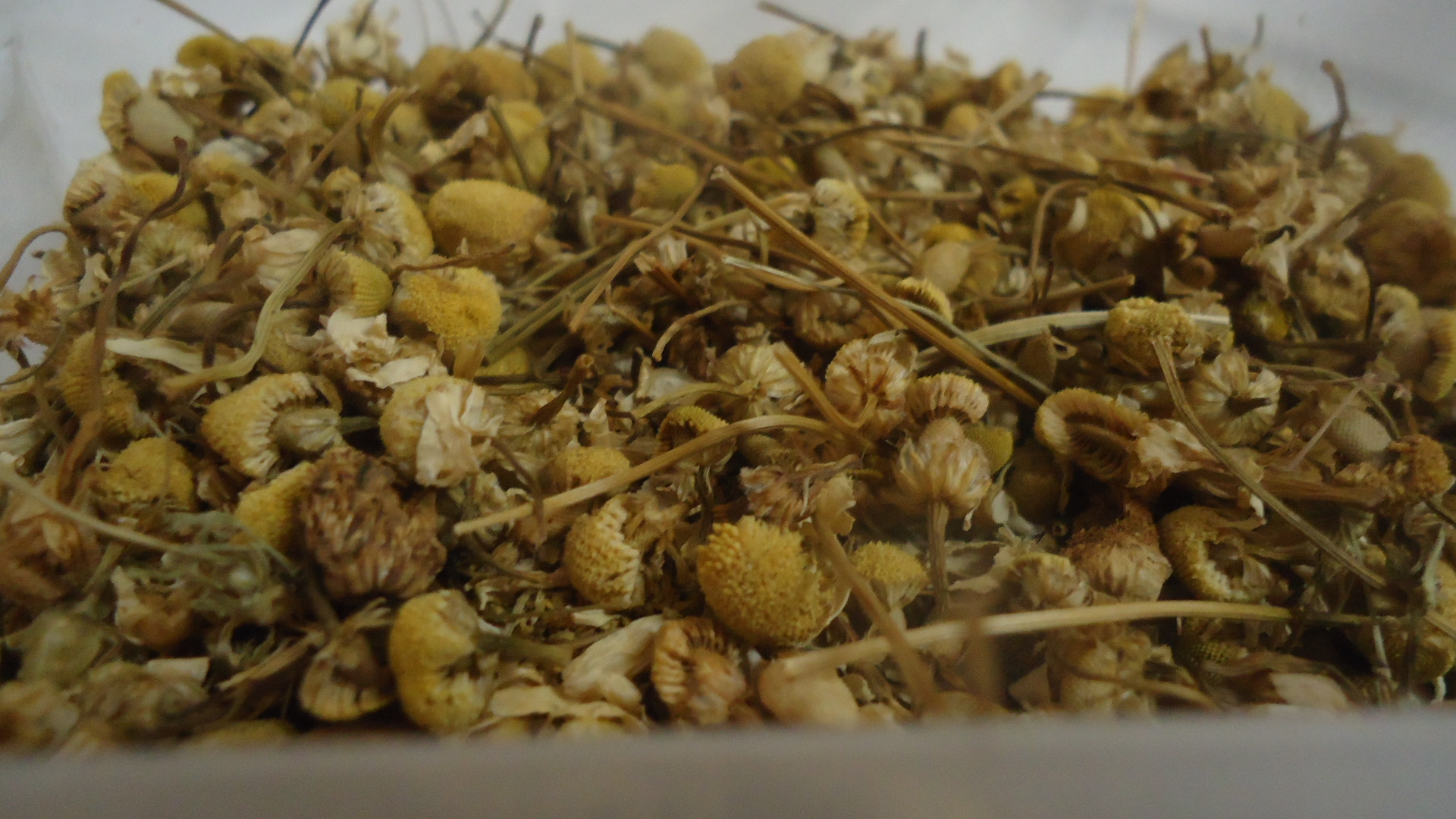
Camomila seca para fazer chá
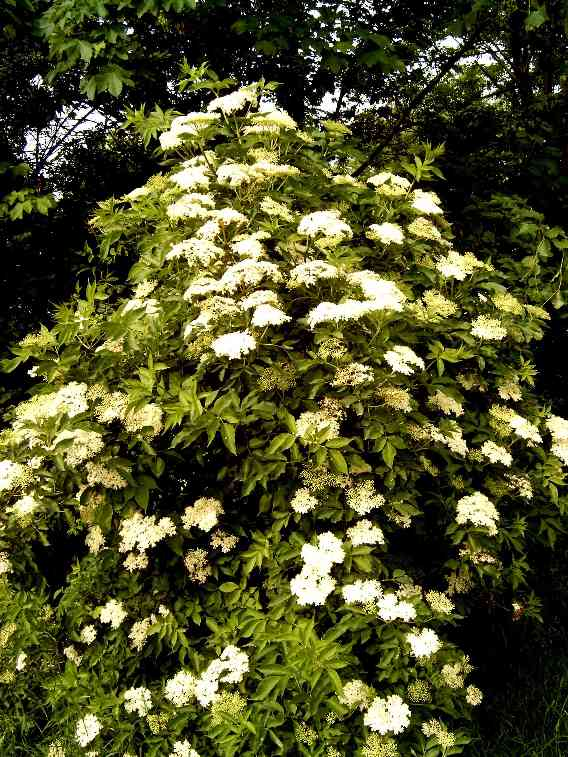
Flores de sabugueiro

## Cogumelos comestíveis
Embora os fungos não sejam plantas, são muitas vezes incluídos em floras práticas.

Quando o outono chega, a procura de cogumelos comestíveis é uma atividade frequente nos campos e florestas da Suécia.
Entre as espécies mais procuradas estão a cantarela, a cantarela-funil e o boleto.

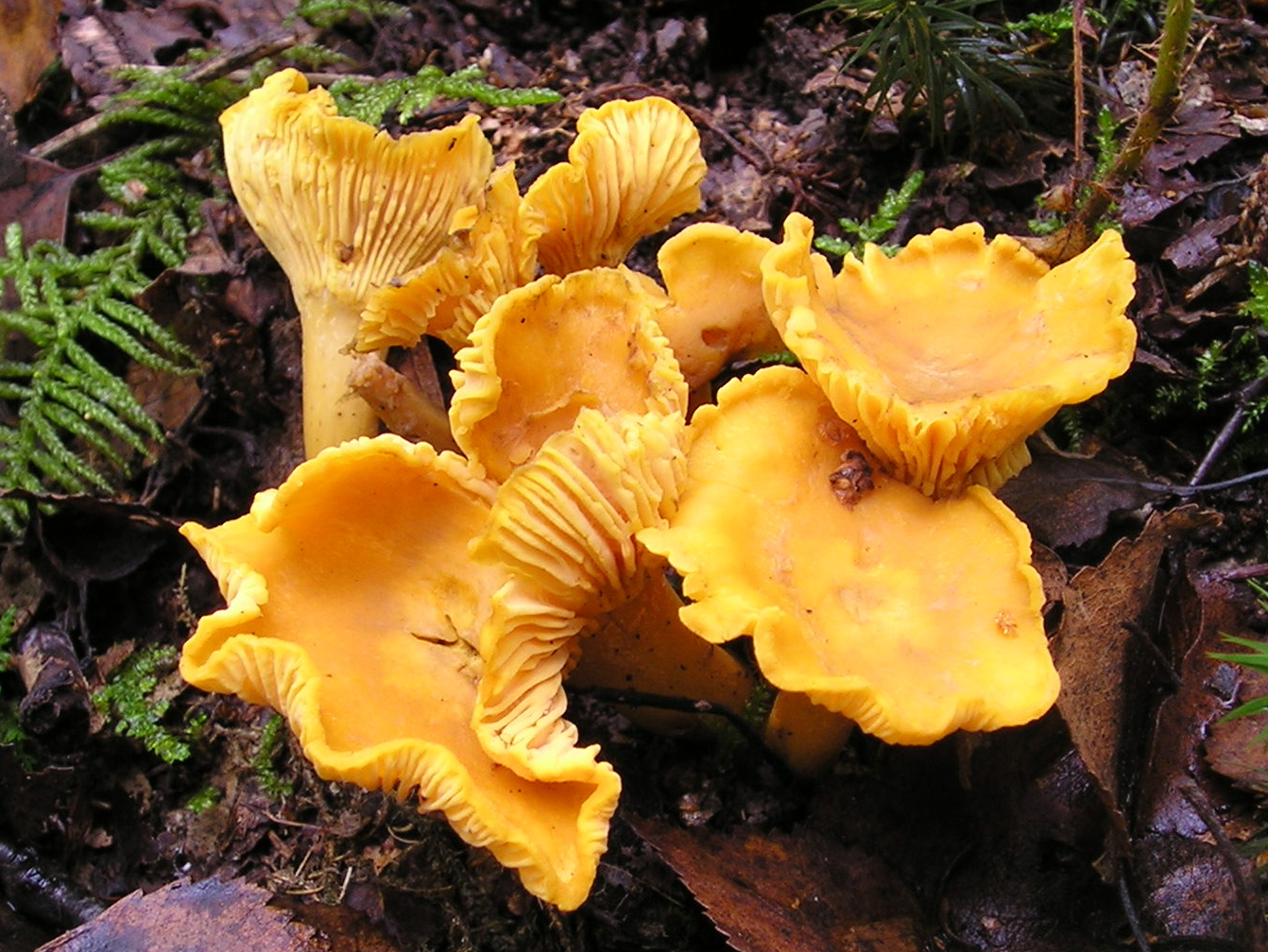
Cantarelas
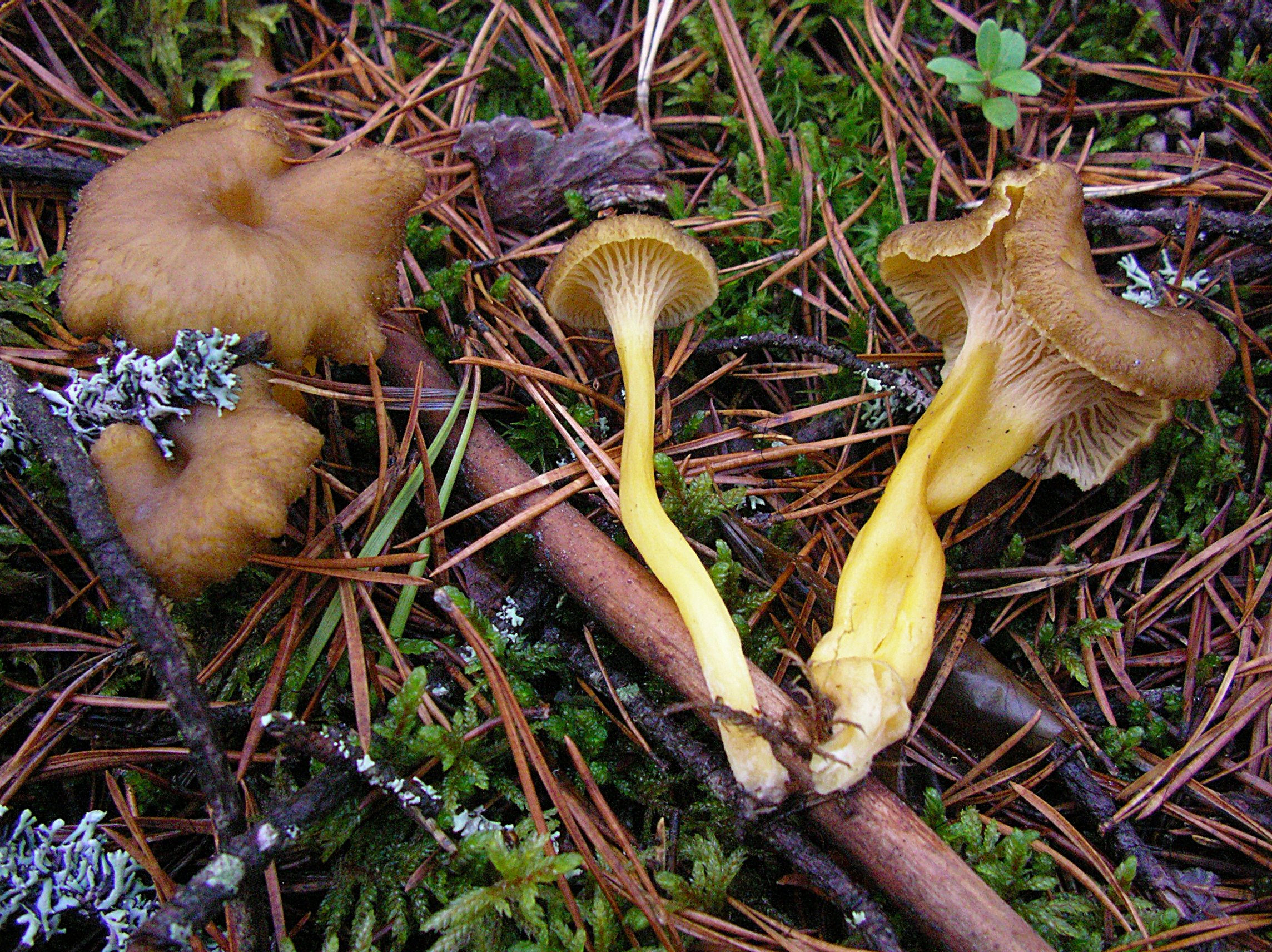
Cantarelas-funil
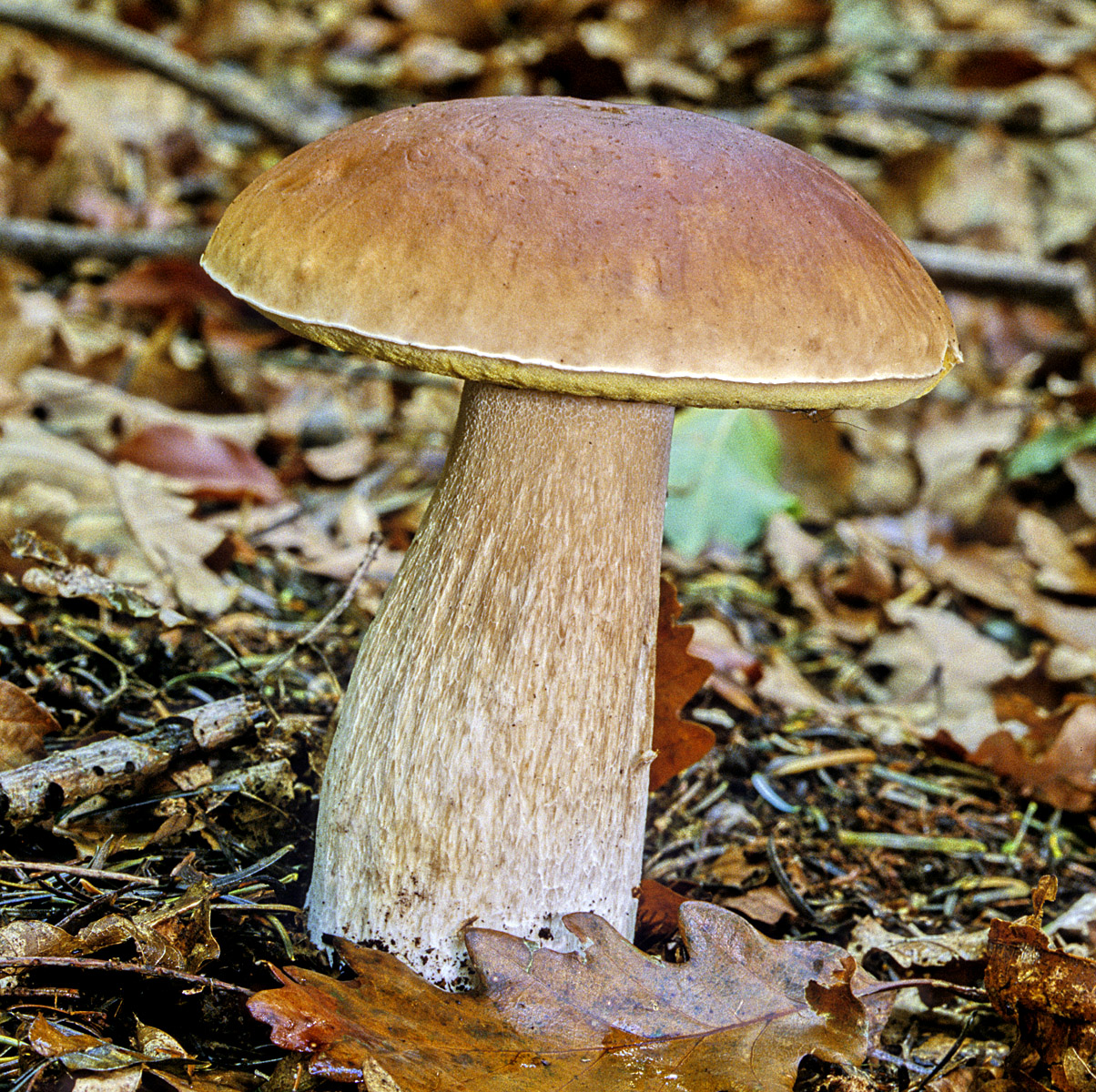
Boleto